# Pine Ridge (comté de Citrus, Floride)
Pour les articles homonymes, voir Pine Ridge.
Pine Ridge est une census-designated place du comté de Citrus, dans l'État de Floride, aux États-Unis,. En 2020, elle compte une population de 11 042 habitants.